# Mount Ralph
Mount Ralph är ett berg i Antarktis. Det ligger i Västantarktis. Inget land gör anspråk på området. Toppen på Mount Ralph är 630 meter över havet.
Terrängen runt Mount Ralph är kuperad åt sydost, men åt nordväst är den platt. Trakten är obefolkad. Det finns inga samhällen i närheten.